# バンカープランツ
バンカープランツ（単一では、バンカープラント）とは、農作物を育てる際に、病虫害の防除を目的として、戦略的に植生を管理し、放飼増強された天敵を保護利用するための植物をいう。コンパニオンプランツや植生管理法、間作の一種であるが、戦略的に病害虫を防除するという点、放飼増強法と保護利用法の組み合わせである点で異なる。
天敵を育み、蓄える場所との意味合いでこのように称され、おとり植物(おとりしょくぶつ)や、単にバンカー植物とも呼ばれる。もともと、バンカーとは銀行家であり、人工的に放した天敵をこの植物にいったん預けておき、必要となったときにその効果を引き出すというニュアンスでイギリスで用いられていた言葉（つまり、英語）がそのまま日本語となっている。つまり、本来は害虫の発生を事前に抑えるために、予防的に天敵を放つ戦略である。
人工的に放した天敵によって病害虫を防除するという戦略を備えており、単なる植生管理やコンパニオンプランツとは異なる（注、病害虫防除のための植生管理もしくはコンパニオンプランツとなればほぼ同義であると考えてよいが、単に植生管理やコンパニオンプランツというと病害虫防除戦略以外も含むことになる）。近年では、モミ殻などに捕食性天敵であるカブリダニ類を発生させ、圃場に設置する場合もあるが、これは厳密にはバンカープランツではなく、飼育システム（英語では、rearing system）と呼ばれる。開放系の場合は、特に、開放系飼育システム（英語では、open rearing system）と呼ばれる。

## バンカープランツではない例
ナスとソルゴー(コウリャン、ソルガムの一種)ナスの害虫であるキイロアザミウマやハダニ、アブラムシを食するヒメハナカメムシやクサカゲロウなどの土着の広食性捕食者が、ソルゴーに集まってくる。この場合は、人工的に放飼した天敵が対象ではないため、土着天敵の保護利用となり、防除戦略の分類としてはバンカープランツではない。

## バンカープランツである例
主に施設栽培のナス、ピーマンとムギムギに寄生するムギクビレアブラムシが、人工的に放した外来種のコレマンアブラバチの餌となり、コレマンアブラバチ個体群が保護される。このコレマンアブラバチは、ナスやピーマンを加害するワタアブラムシやモモアカアブラムシを退治する。なお、ムギクビレアブラムシは、ナスやピーマンには付着しない。この場合は、人工的に放飼された天敵を保護するので、バンカープランツである。